# Авіаційний космічний ракетний комплекс «Оріль»

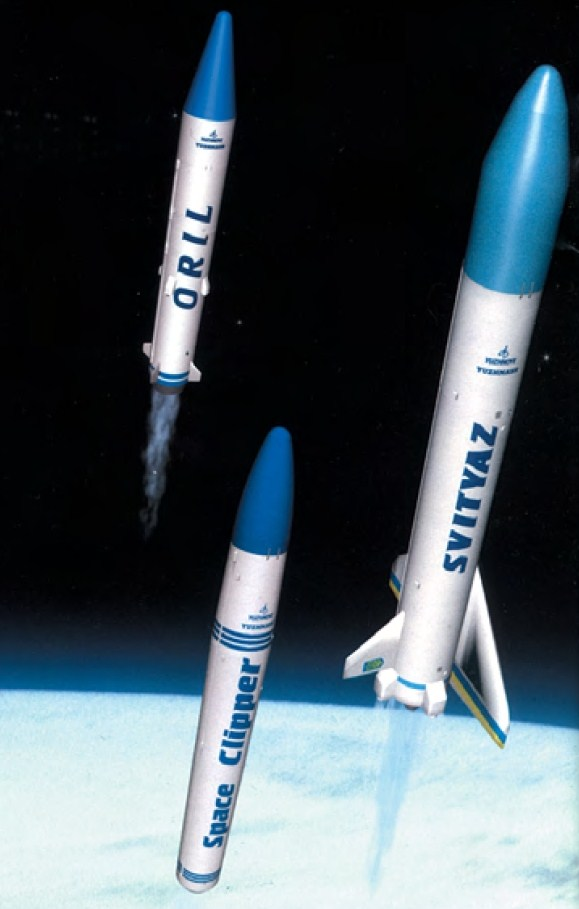
Сімейство перспективних АКС розробки ДКБ «Південне» ім. М. К. Янгеля та АНТК імені Олега Антонова.

Оріль — український перспективний авіаційний космічний ракетний комплекс (АКРК) легкого класу, що призначений для виведення космічних апаратів різного призначення масою близько 1 тони на кругові орбіти від 200 до 700 км.

## Історія проєкту
На сьогодення можна стверджувати, що Державне космічне агентство України за роки своєї діяльності повністю визначилося в власних можливостях, потребах та партнерах. Зокрема, це стосується можливості створення на основі ракет, що знімаються з озброєння згідно з міжнародними домовленостями, авіаційно-космічних ракетних комплексів (АКРК).
З середини минулого століття в провідних космічних державах ведуться роботи зі створення перспективних авіаційних космічних ракетних комплексів.
Один з таких комплексів, який отримав свою назву від невеликої мальовничої української річечки Оріль, знаходиться в стадії розробки. Проведено імітаційне моделювання його роботи. АКРК «Оріль» здатний виводити на низькі орбіти (від 200 до 700 км), близько однієї тонни корисного навантаження, яким можуть бути супутники зв'язку, біологічні або ж військові супутники.
Потреба в таких низькоорбітальних космічних апаратах (КА) надзвичайно висока. Зараз близько 82 відсотків усіх КА, що запускаються, складають саме такі супутники. Низькі навколоземні орбіти, з яких здійснюється зондування (перегляд і спостереження) земної поверхні. Це вже світова тенденція. І Україна на цьому шляху поки що не відстає від більшості високорозвинених держав світу.

## Реалізація проєкту
Протягом ряду років ДКБ «Південне» ім. М. К. Янгеля виконувало проєктні роботи по створенню ракет космічного призначення з  повітряним стартом з літака-носія, що здійснює запуск ракети над нейтральними водами за межами України (теми Space Clipper, «Світязь» та «Оріль»).
Ескізне проєктування на тему Space Clipper йшло в 1989—1991 рр. і не було завершено у зв'язку з розпадом СРСР. Після розпаду СРСР роботи з теми Space Clipper були зупинені через нестачу коштів. В результаті тільки на початку 1996 року з ініціативи КБ «Південне» та АНТК імені Олега Антонова за підтримки Державного космічного агентства України розпочалися роботи з пророблення АКРК «Оріль», який є по суті є спадкоємцем теми Space Clipper. У 2005 р. було проведене дослідження на тему «Методика оцінки впливу коливань рідкого палива на динамічні властивості авіаційно-космічної системи з урахуванням характеристик демпферів коливань», що теоретично розраховувало атмосферний етап роботи АКРК. У 2008 році велись теоретичні дослідження керування багаторежимного АКРК. Цей проєкт міг би забезпечити Україні вільний незалежний доступ до космічного простору. Також Україна отримала б високотехнологічний продукт, який перетворив її в повноцінну й самодостатню космічну державу. На 2010 рік проєкт знаходиться на стадії концептуального пророблення.

## Конструкція
Це двоступеневий авіаційно-космічний комплекс. Першим ступенем такого комплексу буде літак-носій розробки Київського авіаційного науково-технічного комплексу ім. О. К. Антонова Ан-124 («Руслан»). Другим щаблем буде ракета-носій корисного навантаження розробки Дніпропетровського КБ «Південне», яка повинна стартувати з фюзеляжу літака-носія.
На перших етапах створення український АКРК «Оріль» матиме одноразовий космічний апарат. У майбутньому в космос будуть відправлятися і повертатися на Землю також і багаторазові космічні апарати. На відміну від «Шатла» і «Бурана», старт ракети-носія буде здійснюватися не з зовнішньої підвіски літака-носія, а з його середини, тобто з фюзеляжу. У світі ще не було подібних науково-технічних рішень. Така схема запуску на навколоземну орбіту корисного навантаження має цілий ряд безперечних переваг.
Це і покращена аеродинамічна схема АКРК в цілому, вища безпека відділення другого ступеня у вигляді ракети-носія, більш оптимальні техніко-економічні показники, вище скритність виконання АКРК завдань подвійного призначення (як суто наукових і комерційних, так і спеціальних, у військових цілях).

## Перспективи
Відомо, що в наш час[коли?] запуск корисного навантаження багатоступеневими ракетами наземного базування одноразового використання складає десятки мільйонів доларів. Запуск у космос корисного навантаження бескосмодромним способом по закордонних науково-технічним проєктам («Пегас», «Хотол», «Зенгер», «Бурлак», «БАКС» і «МАКС-Т») становить від 15 до 30 мільйонів доларів. Космодромний запуск обходиться в 50 (американці і європейці) — 150 (японці) млн дол.
Міжнародні авіакосмічні консорціуми оголосили тендер на створення АКРК, здатного виводити на низькі орбіти корисне навантаження до однієї тонни вартістю від 3 до 5 мільйонів доларів. АКРК «Оріль» вже зараз укладається в таку цифру. А при масових запусках в ближній космос виряджання корисного вантажу буде коштувати і ще менше, близько двох-трьох мільйонів доларів. Однак необхідно врахувати, що міжнародні космічні агентства ухвалили спільне рішення про те, що вартість космічних запусків повинна знаходитися біля її ринкового показника і в жодному разі не бути нижче цього значення більш ніж на 7,5 %. В іншому випадку необхідні додаткові узгодження на міжурядовому рівні.
Створення АКРК «Оріль» дозволить Україні, крім усього, забезпечити роботою ракетну промисловість, розвинути авіаційну промисловість, не вимагає споруджування дорогих космодромів.
Справедливості заради необхідно також згадати розпочатий ще в 1982 році науково-технічний проєкт створення багатоцільової авіаційно-космічної системи (БАКС), яка створювалася на базі тандему, що складається з українського літака-носія Ан-225 («Мрія») і ракети-носія російського (м. Москва) НВО «Молнія».
Примітно, що багато країн світу при реалізації ідеї безкосмодромного запуску роблять ставку на українські літаки, і в першу чергу на Ан-225. Це дає можливість сподіватися, що АНТК імені Олега Антонова стане з часом, як і всі подібні до неї фірми («Боїнг», «Локхід»), ще й космічною фірмою. Це непоганий знак для фірми, з більш ніж шестидесятилітньою історією.
Слід зазначити, що сфера авіаційних космічних ракетних комплексів (АКРК) в останнє п'ятиліття отримала помітний розвиток. Особливо великі досягнення в цьому напрямку мають США. Зовсім недавно після проведення серії вдалих випробувань НАСА перенацілили свою увагу з АКРК «Дельта Кліппер» (розробник компанія «Макдонелл Дуглас») на АКРК «Вінчурі Стар». Цей комплекс відсунув на другий план також «Блек Хорс» («Чорний кінь»). З АКРК «Вінчурі Стар» американці пов'язують великі надії. Вони вважають, що епоха шаттлів повинна закінчитися через вироблення їх технічного ресурсу (початок експлуатації — 1981 рік) і їх моральної застарілості.
За попередніми розрахунками при масованій експлуатації цього комплексу фінансові витрати можуть бути зменшені у 10 разів у порівнянні із запусками звичайних шаттлів. Нагадаємо, що первинний запуск шаттла обходиться американському платнику податків до пів мільярда доларів.
Таким чином перспективи у вітчизняного комплексу безумовно є.